# Hiroya Masuda

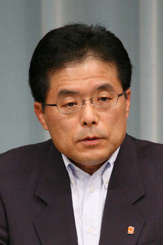
Hiroya Masuda

Hiroya Masuda (jap. 増田 寛也, Masuda Hiroya; * 20. Dezember 1951 in Setagaya, Tokio) ist ein parteiloser japanischer Politiker und war zwischen August 2007 und September 2008 Minister für Innere Angelegenheiten und Kommunikation. Anders als die meisten Minister gehörte er nicht dem Parlament an.
Masuda ist Absolvent der Universität Tokio und war anschließend Beamter im Bauministerium. Von 1995 bis 2007 war er Gouverneur der Präfektur Iwate. Premierminister Shinzō Abe ernannte ihn kurz vor seinem Rücktritt zum Innenminister. Unmittelbar darauf musste Masuda zugeben, während seines Wahlkampfs als Gouverneur 2003 eine Spende nicht korrekt verbucht zu haben. Sein Ministerium ist auch für die Umsetzung des Gesetzes zur Parteifinanzierung zuständig.
Im September 2008 übernahm ihn Premierminister Tarō Asō nicht in sein Kabinett, sein Nachfolger wurde Kunio Hatoyama.